# ميراندا ميلفيل
ميراندا ميلفيل (بالإنجليزية: Miranda Melville)‏ هي منافسة ألعاب القوى أمريكية، ولدت في 20 مارس 1989.

## وصلات خارجية
- ميراندا ميلفيل على موقع الاتحاد الدولي لألعاب القوى (الإنجليزية)
- ميراندا ميلفيل على موقع الاتحاد الأمريكي لسباقات المضمار والميدان (الإنجليزية)
- ميراندا ميلفيل على موقع الاتحاد الأمريكي لسباقات المضمار والميدان (الإنجليزية)
- ميراندا ميلفيل على موقع اللجنة الأولمبية الدولية (الإنجليزية)
- ميراندا ميلفيل على موقع أوليمبيديا (الإنجليزية)
- ميراندا ميلفيل على موقع اللجنة الأولمبية والبارالمبية الأمريكية (الإنجليزية)